# Excelsiorwerke
Die  Excelsiorwerke GmbH, Fabrik für Feinmechanik & Automobilbauanstalt war ein deutscher Maschinen- und Automobilhersteller, der von 1900 bis 1914 in Köln-Nippes ansässig war. Mit den Excelsior Fahrradwerken in Brandenburg (Havel) bestand keine Verbindung, ebenso wenig wie mit verschiedenen Motorrad- und Automobilherstellern in Großbritannien, Belgien oder der Schweiz.

## Beschreibung
Zunächst befasste man sich mit dem Bau von Phonographen und Diktiergeräten. Eine Automobilreparaturwerkstatt war angeschlossen. Ab 1910 wurden auch eigene Automobile gebaut, die unter dem Markennamen Excelsior-Mascot angeboten wurden.
Die viersitzigen Phaetons und Limousinen besaßen Motoren von Fafnir. Das Zweizylindermodell entwickelte 8 PS (5,9 kW), während es die Vierzylindermodelle  mit 14 PS (10,3 kW) oder 18 PS (13,2 kW) gab.
1914 wurde die Produktion mit Beginn des Ersten Weltkrieges eingestellt. Bis 1920 unterhielt das Unternehmen eine Automobil-Reparatur-Werkstatt am Niehler Kirchweg. Vorhandene Fahrzeuge wurden noch bis 1922 angeboten.